# 内维尔·梅兰
内维尔·梅兰（英語：Neville Melland，1904年4月3日—1990年12月7日），生于曼彻斯特，英国男子冰球运动员。他曾代表英国国家队参加1928年冬季奥林匹克运动会冰球比赛，获得第4名。